# Parthenicus psalliodes
Parthenicus psalliodes är en insektsart som beskrevs av Reuter 1876. Parthenicus psalliodes ingår i släktet Parthenicus och familjen ängsskinnbaggar. Inga underarter finns listade i Catalogue of Life.